# Kaszgar (rzeka)
Kaszgar (chiń. upr. 喀什噶尔河; chiń. trad. 喀什噶爾河; pinyin: Kāshígā’ěr Hé; ujg. قەشقەر دەرياسى; Käxkär därya) – rzeka w zachodnich Chinach, w regionie Sinciang. Jej potoki źródłowe znajdują się w Górach Ałajskich (Kirgistan), Górach Zaałajskich (Tadżykistan) i Kunlunie. Długość rzeki od źródeł wynosi ok. 765 km, z czego przez terytorium Chin przepływa 685 km, powierzchnia jej dorzecza to 90,8 tys. km². W dolnym biegu płynie przez Kotlinę Kaszgarską. Przy wysokim stanie wód uchodzi do Jarkend-darii, przy niskim stanie wód ginie w piaskach pustyni Takla Makan. Wykorzystywana do irygacji.